# Ніколас Кюн
Ніколас Кюн (нім. Nicolas Kühn, нар. 1 січня 2000, Вунсторф) — німецький футболіст, нападник італійського клубу «Комо». Виступав також за клуби «Йонг Аякс», «Баварія II», «Ерцгебірге Ауе», «Рапід (Відень)», «Селтік». Володар Кубка шотландської ліги, чемпіон Шотландії.

## Клубна кар'єра
Ніколас Кюн народився 2000 року в місті Вунсторф. Розпочав займатися в юнацькій команді футбольного клубу «Санкт-Паулі», пізніше грав за юнацькі команди німецьких клубів «Ганновер 96», «РБ Лейпциг» та нідерландського «Аякса». У 2018 році Кюн розпочав грати за фарм-клуб «Аякса» «Йонг Аякс», в якому грав до 2020 року. У 2020 році футболіст перейшов до фарм-клубу мюнхенської «Баварії» «Баварія II», а в 2021 році мюнхенський клуб віддав нападника в річну оренду до клубу «Ерцгебірге Ауе».
У 2022 році Ніколас Кюн на правах постійного контракту перейшов до австрійського клубу «Рапід» (Відень), у якому грав до 2024 року. У 2024 році німецький нападник перейшов до складу шотландського клубу «Селтік». У складі команди футболіст у перший же рік виступів став чемпіоном Шотландії та володарем Кубка шотландської ліги. У липні 2025 року Кюн приєднався до італійського клубу «Комо».

## Виступи за збірні
У 2015 році Ніколас Кюн дебютував у складі юнацької збірної Німеччини, загалом на юнацькому рівні грав до 2019 року, та взяв участь у 32 іграх, відзначившись 15 забитими голами.

## Титули і досягнення
- Володар Кубка шотландської ліги (1):

«Селтік»: 2024–2025
- Чемпіон Шотландії (1):

«Селтік»: 2024–2025